# Скобля, Олег Петрович
Оле́г Петрович Ско́бля (род. 17 мая 1963 года, г. Коростень, СССР) — протоиерей Русской Православной Церкви.

## Биография
Родился 17 мая 1963 года в г. Коростень.
Параллельно с учебой  в школе с 3-го класса учился в ДЮСШ, которую успешно окончил в 1979 году, имея I-й взрослый разряд по волейболу с присвоением квалификации инструктора по этому виду спорта. В 1980 году окончил среднюю школу посёлка Мичуринское Ленинградской области, и поступил на службу в Учебный Театр ЛГИТМиК(а) в качестве монтировщика сцены.
С 1981 года — студент театрального факультета кафедры актёрского мастерства Воронежского государственного института искусств (ВГИИ), а с 1982 года — студент драматического факультета актёрского мастерства Ленинградского государственного института театра, музыки и кинематографии (ЛГИТМиК).
В 1985 году снялся в главной роли резонансного фильма о проблемах молодёжи «Научись танцевать» киностудии «Беларусьфильм». В том же году окончил театральный институт с вручением диплома по специальности «актёр драматического театра и кино» и снялся ещё в нескольких фильмах Ленинградского телевидения, но вскоре после этого отошёл от актёрской деятельности и в 1986 году был призван в ряды Советской армии.
В 1988 году поступил в Ленинградскую духовную семинарию, которую окончил экстерном в 1990 году и поступил на первый курс богословского факультета Ленинградской духовной академии.

### Священный сан 1990 – 2000 годы
7 января 1990 года в праздник Рождества Христова будущий Патриарх Алексий II возвёл Олега Скобля в сан диакона.
30 ноября 1990 года по благословению митрополита Санкт-Петербургского и Ладожского Иоанна (Снычёва) диакон Олег Скобля возведён в сан иерея архиепископом Никоном (Фомичёвым).
3 декабря 1990 года указом правящего архиерея Санкт-Петербургской епархии митрополита Иоанна (Снычёва) назначен настоятелем Церкви святых и праведных Симеона Богоприимца и Анны Пророчицы в Санкт-Петербурге, в силу чего вынужден был на время прервать своё обучение в Духовной академии, уйдя в академический отпуск и всецело сосредоточившись на приходской деятельности.
Более 34 лет протоиерей Олег Скобля является настоятелем этого старейшего из действующих петербургских Храмов [1733 года постройки].
В 1995 году иерей Олег Скобля указом правящего архиерея Санкт-Петербургской епархии митрополита Иоанна (Снычёва) назначен настоятелем двух Домовых Храмов в главном здании Государственного Русского музея — Михайловском дворце и в филиале — Михайловском замке. Оба Храма посвящены Архистратигу Михаилу и приписаны к Храму святых праведных Симеона Богоприимца и Анны Пророчицы.
27 апреля 1997 года в праздник Святой Пасхи Святейший Патриарх Московский и Всея Руси Алексий II, по представлению митрополита Санкт-Петербургского и Ладожского Владимира (Котлярова), наградил иерея Олега правом ношения наперсного креста.

### 2001 – 2010 годы
3 апреля 2001 года возведён в сан протоиерея.
В 2004 году вручение патриаршей награды — права ношения палицы.
В 2008 году за усердное служение Святой Церкви Святейший Патриарх Московский и всея Руси Алексий II наградил протоиерея Олега Скобля правом ношения наперсного креста с украшениями.
20 октября 2008 года, в честь столетнего юбилея со дня кончины святого праведного Иоанна Кронштадтского, Святейший Патриарх Московский и всея Руси Алексий II наградил протоиерея Олега Скобля орденом Преподобного Сергия Радонежского 3-й степени с формулировкой «за усердные пастырские труды» и многолетнюю попечительскую заботу о Ставропигиальном женском монастыре Св. Преп. Иоанна Рыльского. Награду вручал тогда Патриарший Местоблюститель Кирилл.
26 октября 2008 года согласно прошению поданному на имя ректора Санкт-Петербургской духовной академии и семинарии епископа Гатчинского Амвросия (Ермакова), викария Санкт-Петербургской епархии, протоиерей Олег Скобля восстановлен в статусе студента богословского факультета [экстернат] Санкт-Петербургской духовной академии.
1 сентября 2009 года Амвросием (Ермаковым), ректором Санкт-Петербургских духовных школ, протоиерею Олегу Скобля была преподана благодарственная грамота «За вклад в дело духовного образования и во внимание к помощи, оказанной Санкт-Петербургской духовной академии».
14 сентября 2009 года по представлению Амвросия (Ермакова) епископа Гатчинского, ректора Санкт-Петербургских духовных школ, протоиерей Олег Скобля был награждён медалью «За веру и добро» губернатора Кемеровской области А. Г. Тулеева.
В 2010 году окончил Санкт-Петербургскую духовную академию с присуждением квалификации богослов.

### 2011 по настоящее время
20 апреля 2011 года, по представлению митрополита Санкт-Петербургского и Ладожского Владимира (Котлярова), к празднику Святой Пасхи Святейший Патриарх Московский и всея Руси Кирилл наградил протоиерея Олега Скобля орденом Преподобного Серафима Саровского 3-й степени, с формулировкой «за усердное служение Русской Православной Церкви».
9 апреля 2012 года Святейший Патриарх Московский и всея Руси Кирилл, по представлению правящего архиерея Санкт-Петербургской Епархии митрополита Владимира (Котлярова), к празднику Святой Пасхи удостоил протоиерея Олега Скобля высшей священнической награды — митры.
16 февраля 2014 года в воздаяние заслуг по восстановлению Храма святых праведных Симеона Богоприимца и Анны Пророчицы, его настоятель, митрофорный протоиерей Олег Скобля был удостоен Императорской памятной медали «Юбилей Всенародного подвига. 1613-2013».
В феврале 2017 года за усердное служение Святой Церкви протоиерею Олегу Скобля  вручена серебряная медаль Святого первоверховного апостола Петра.
27 марта 2018 года по представлению митрополита Санкт-Петербургского и Ладожского Варсонофия  Святейшим Патриархом Московским и всея Руси Кириллом за усердное служение Русской Православной Церкви к празднику Святой Пасхи протоиерей Олег Скобля награждён «правом служения Божественной Литургии с отверстыми Царскими Вратами по "Иже Херувимы…"».
17 мая 2018 года в благословение за усердные труды во славу Святой Церкви и в связи с 55-летием со дня рождения протоиерей Олег Скобля награждён медалью святого первоверховного апостола Петра 1-й степени. Правящий архиерей подарил ему наперсный крест.
30 ноября 2020 года Святейший Патриарх Московский и всея Руси Кирилл «во внимание к трудам на благо Святой Церкви и в связи с 30-летием служения» наградил протоиерея Олега Скобля орденом Святителя Иннокентия, митрополита Московского и Коломенского 3-й степени.
24 марта 2023 года по представлению митрополита Санкт-Петербургского и Ладожского Варсонофия  Святейшим Патриархом Московским и всея Руси Кириллом за усердное служение Русской Православной Церкви к празднику Святой Пасхи протоиерей Олег Скобля награждён «правом служения Божественной Литургии с отверстыми Царскими Вратами по "Отче наш..."».
21 октября 2023 года по ходотайству Высокопреосвященнейшего митрополита Санкт-Петербургского и Ладожского Варсонофия Святейшим Патриархом Московским и всея Руси Кириллом за усердное служение Святой Церкви и в связи с 60-летием протоиерей Олег Скобля награждён орденом Святого благоверного великого князя Александра Невского 3-й степени.

## Творчество
В своём музыкальном творчестве Олег Скобля сводит воедино пастырское служение и искусство. На запись первых песен и дальнейшую творческую деятельность его благословил митрополит Санкт-Петербургский и Ладожский Иоанн (Снычёв).
Первые три альбома «Крест кованый», «Крестный ход» и «Ангел молитвы» были записаны на Петербургской студии грамзаписи с участием Сергея Чигракова (Чиж & Co), Александра Бровко (ДДТ), Валерия Кочегуро (группы «Pushking», «Поющие гитары»), Юрия Морозова, Александра Видякина, а также известного пианиста Константина Дюбенко. Звукорежиссёрами первых альбомов были Юрий Морозов и Александр Докшин.
В 2004 году на студии «Фаворит» вместе с Владимиром Густовым и при участии Игоря Балакирева и Владимира Брусиловского был записан альбом «Крылатый лев», породивший в православном и музыкальном сообществах дискуссию о возможности употребления такого термина, как «православный рок».
В 2009 и 2011 годах под звукорежиссурой и с участием Валерия Кочегуро вышли альбомы «Земля обетованная» и «Светлая беZконечность».
Аранжировкой и звукорежиссурой последнего вышедшего на сегодняшний день альбома «Орёл небесный» в 2014 году занимался Владимир Густов.
«Песни о. Олега своей высокой духовностью и художественными достоинствами привлекли огромное количество почитателей. Любовь к Господу, раскаяние и боль, светлая печаль и надежда — все то, что составляет содержание этих песен, несет людям свет и очищение — то, что греки назвали бы катарсисом и то, что практически невозможно испытать, обратившись к современным популярным песням» (Татьяна Маркелова, музыковед).

## Награды
- Орден преподобного Сергия Радонежского 3-й степени (2008)[2]
- Медаль «За веру и добро» губернатора Кемеровской области О. Г. Тулеева (2009)[2]
- Орден преподобного Серафима Саровского 3-й степени (2011)[2]
- Императорская памятная медаль «Юбилей Всенародного подвига. 1613—2013 гг.» (2014, Российский Императорский Дом)[4]
- Серебряная медаль Святого первоверховного апостола Петра (2017)[5]
- Медаль Святого первоверховного апостола Петра 1-й степени (2018)[6]
- Орден Святителя Иннокентия митрополита Московского и Коломенского 3-й степени (2020)[7]
- Орден Святого благоверного великого князя Александра Невского 3-й степени (2023)[9]

## Дискография

### Альбомы[10]
- «Крест Кованый» (1995)[11]

1. Седая осень
2. Крещенский снег
3. Под покровом синей мантии
4. Темнеет крест кованый
5. По иконе катится слеза
6. Каторжники
7. Крестный ход
8. Туман
9. Кончина
10. Пассия

- «Крестный Ход» (1996)[12]

1. Одинокий крик (посвящается Н.С.)
2. Звонят колокола
3. Ангел молитвы
4. Осенняя песня (Пономарь)
5. Ангел Хранитель
6. Лаврские колокола (посвящается митрополиту Иоанну)
7. Крестный ход
8. Что ты дремлешь, душа…
9. Каторжники

- «Ангел Молитвы» (2001)[13]

1. Одинокий крик
2. Звонят колокола
3. Ангел Хранитель
4. В эту лютую ночь
5. Крестный ход
6. Каторжники
7. Кончина
8. Темнеет крест кованый
9. По иконе катится слеза
10. Лаврские колокола
11. Ангел молитвы
12. Пономарь

- «Крылатый Лев» (2004)[14]

1. Поиграй в любовь
2. Музыкант
3. Реквием
4. Содом
5. Роса слезою упадет…
6. Господи, Тебе пою…
7. На кресты легла…
8. Голгофа
9. Афон
10. Армагеддон
11. Ангел
12. Ангел Питера

- «Земля Обетованная» (2009)[15]

Цикл «Город»
1. Снег
2. Клинопись
3. Цветы
Цикл «Евангельский»
4. Блудный сын
5. Гефсиманский сад
6. Господи, слава Тебе…
Цикл «Приношение монашеству»
7. Ангел Хранитель
8. Лампада
9. Солдаты Христа
10. Соловецкая
Цикл «Земля обетованная»
11. Тебе Россия
12. Нательные крестики
13. Херувимская
BONUS TREK
14. Клинопись (инструментальная аранжировка)
15. Кресты
16. Ангел Хранитель (этно вариант)
- «Светлая БеZконечность» (2010)[16]

Цикл «Рокер»
1. Знаю
2. Свеча
3. Река
Цикл «Дюны»
4. Иероглиф
5. Отступник
6. Нечаянная радость
7. Крылья
8. Сентябрь
9. Моя звезда
Цикл «Небесный человек»
10. Посох и крест
11. Небесный человек
12. Иероглиф (вариант)
13. Пассия (новая версия)
14. Крещенский снег (новая версия)
15. Под покровом синей мантии (новая версия)
- «Орел Небесный» (2014)[17]

Цикл «Орел Небесный»
1. День отошёл и вот...
2. Когда Ты шёл... (акустическая версия)
3. Крылатый друг
4. Звезда (акустическая версия)
5. Пока живу
6. День прошёл (акустическая версия)
Цикл «Русское поле»
7. Духовенство Русское
8. Херувимская
9. В старой церкви на Пресне...
10. Поминальная свеча
Варианты прозвучавших песен в стиле арт-рок
11. День прошёл
12. Звезда
13. Когда Ты шёл...
14. Новая аранжировка песни «Река» из альбома «Светлая БеZконечность»

## Богослужения
- «Великий Покаянный Канон преподобного Андрея Критского» (2011)[10][18]

Богослужение совершает митрофорный протоиерей Олег Скобля

### Концертные записи
- 2009 — Московский концерт (Передача «К нам приехал» на телеканале «Ля-минор ТВ» 23.04.2009)
- 2010 — Московский концерт 2 (Передача «К нам приехал» на телеканале «Ля-минор ТВ» 24.11.2010)

### Сборники
- 2005 — «Святая весна»

## Актёрские работы
- 1985 — «Научись танцевать» — Сергей Сташевский[3]
- 1986 — «С днём рождения, или Инкогнито» — Штраус

## Книги
- «Ангел молитвы» (сборник стихов) 2006 г.[19]
- «Светлая бесконечность» (тексты песен 1995-2010) 2012 г. и переиздание книги «Тексты песен» (1995-2014) 2014 г.[20]
- «Христос моя сила...» (ответы православного священника) 2013 г.[21]
- «Проповеди» 2021 г.[22]
- «Имени Твоему» (ответы и комментарии православного священника) 2017 г. и второе переиздание книги дополненное 2021 г.[23]